# Mussaenda leucova
Mussaenda leucova là một loài thực vật có hoa trong họ Thiến thảo. Loài này được Gilli mô tả khoa học đầu tiên năm 1979.